# خوسيه مانويل باندو
خوسيه مانويل باندو (بالإسبانية: José Manuel Pando) (و. 1849 – 1917 م) هو سياسي من بوليفيا .
تولى منصب رئيس بوليفيا (1899-10–1904-08) .